# Xenophon (Architekt)
Xenophon (altgriechisch Ξενοφῶν Xenophṓn) war ein antiker griechischer Architekt aus der Polis Athen. Er stammte aus dem Demos Perithoidai. Zuordenbare Werke sind von ihm nicht erhalten geblieben. Heute ist er nur noch durch eine von ihm verfasste Syngraphe bekannt, in der er die Herstellung von Basen für geweihte Dreifüße am Kynosarges-Gymnasion im Demos Diomeia beschreibt. Die Inschrift wurde von Wilhelm Dörpfeld rekonstruiert. Sie und damit die Schaffenszeit von Xenophon wird in die Mitte des 4. Jahrhunderts v. Chr. datiert.